# Sebastiano
Sebastiano ist ein männlicher Vorname.
Sebastiano ist die Italienische Form für Sebastian.

## Bekannte Namensträger
- Sebastiano Baggio (1913–1993), italienischer Kardinalkämmerer der römisch-katholischen Kirche
- Sebastiano Beroldingen (1818–1865), Schweizer Anwalt, Politiker und Staatsrat
- Sebastiano Bianchetti (* 1996), italienischer Kugelstoßer
- Sebastiano De Albertis (1828–1897), italienischer Maler
- Sebastiano Esposito (* 2002), italienischer Fußballspieler
- Sebastiano Festa († 1524), italienischer Komponist und Sänger
- Sebastiano Foscarini (1718–1785), venezianischer Diplomat
- Sebastiano Fraghì (1903–1985), italienischer Erzbischof von Oristano
- Sebastiano Gastaldi (* 1991), argentinischer Skirennläufer
- Sebastiano Lo Nigro (1919–1984), italienischer Folklorist
- Sebastiano Luperto (* 1996), italienischer Fußballspieler
- Sebastiano Martinelli (1848–1918), italienischer Kardinal der Katholischen Kirche
- Sebastiano Martinoli (1872–1938), Schweizer Jurist und Politiker
- Sebastiano Moratelli (1640–1706), italienischer Barockkomponist
- Sebastiano Musumeci (* 1955), italienischer Politiker (Alleanza Nazionale)
- Sebastiano Nasolini (um 1768–um 1798), italienischer Opernkomponist
- Sebastiano Paciolla (1962–2021), italienischer Ordenspriester, römisch-katholischer Theologe sowie Rechtswissenschaftler
- Sebastiano Parolini (* 1998), italienischer Leichtathlet
- Sebastiano Pigazzi (* 1996), italienischer Schauspieler, Regisseur und Produzent
- Sebastiano Ricci (1659–1734), italienischer Maler des Barock
- Sebastiano Rossi (* 1964), italienischer Fußballspieler
- Sebastiano Santi (1789–1865), venezianischer Freskenmaler
- Sebastiano Serlio (1475–1554), italienischer Architekt und Architekturtheoretiker
- Sebastiano Schweitzer (* 1995), deutscher Fernsehmoderator
- Sebastiano Testa (* 1964), ehemaliger italienisch-deutscher Fußballspieler
- Sebastiano Turbiglio (1842–1901), italienischer Philosoph
- Sebastiano Tusa (1952–2019), italienischer Archäologe und Kulturpolitiker
- Sebastiano Venier (1496–1578), Doge von Venedig
- Sebastiano Visconti Prasca (1883–1961), italienischer General des Königlich-Italienischen Heeres
- Sebastiano Ziani (1100–1178), 39. Doge von Venedig
- Sebastiano del Piombo (1485–1547), italienischer Maler